# ایتسوکی ساگارا
ایتسوکی ساگارا (انگلیسی: Itsuki Sagara؛ زادهٔ ۴ مارس ۱۹۹۵) بازیگر اهل ژاپن است.